# Earophila niveifasciata
Earophila niveifasciata là một loài bướm đêm trong họ Geometridae.